# Chiesa di Santa Maria delle Grazie (Parma)
La chiesa di Santa Maria delle Grazie è un luogo di culto cattolico dalle forme barocche, situato in borgo delle Grazie 8 nel quartiere dell'Oltretorrente a Parma, in provincia e diocesi di Parma; fu costruita a partire dal 1617.

## Storia
La prima pietra dell'oratorio di Santa Maria della Grazie venne posata il 1º giugno del 1617 alla presenza del duca Ranuccio I Farnese e del vescovo di Parma Pompeo Cornazzani: l'edificio era stato ideato come sede della Confraternita delle Stimmate di San Francesco, formata da terziari secolari francescani e legata alla congrega romana di Santa Maria del Pianto, ed era destinato ad accogliere una venerata immagine della Vergine del soccorso (detta delle Grazie).
Il tempio doveva essere già completo nel 1621 quando, con una solenne processione, la Confraternita delle Stimmate ne prese possesso trasportandovi la tavola con la Madonna delle Grazie.

## Descrizione
La progettazione della chiesa viene attribuita a Giovanni Battista Magnani, architetto legato alla corte ducale e che risulta essere in contatto con la Confraternita: l'edificio, di piccole dimensioni, è a pianta centrale, con due cappelle laterali e un ampio presbiterio, al quale si contrappone l'area semicircolare dell'ingresso.
Già nel 1644 la costruzione venne modificata dall'architetto romano Girolamo Rainaldi, che diede luogo ad una nuova fonte di luce aggiungendovi una lanterna ottagonale con otto finestrelle all'altezza del presbiterio.
Nel 1715, sotto il ducato di Francesco Farnese e Dorotea Sofia di Neuburg, vennero avviati dei nuovi lavori di restauro e si diede incarico al pittore Sebastiano Galeotti di affrescare la cupola con un'Assunzione ispirata a quella correggesca nella cattedrale; la decorazione pittorica venne completata negli stessi anni con le finte architetture dei quadraturisti Francesco e Lorenzo Natali.
Notevoli sono anche gli arredi suntuari: un organo e due raffinate cantorie realizzate in legno intagliato e dorato da un artigiano lombardo a metà del XVII secolo e la grande "gloria", una grande cornice in legno intagliato e stucco posto ad ornamento dell'immagine della Vergine (principi del XVIII secolo).
La chiesa conserva, inoltre, dipinti di grande pregio, come la "Madonna che presenta il Bambino Gesù a san Francesco" (di Antonio Savazzini) e la tela con l'"Angelo custode che trafigge il demonio" di Sisto Badalocchio.